# Abdulah Kamerić
Abdulah Kamerić (* 7. August 2000 in Seattle) ist ein US-amerikanisch-bosnischer Basketballspieler.

## Werdegang
Kamerić wuchs in Seattle auf, er ist US-amerikanischer und bosnisch-herzegowinischer Staatsbürger. Nach dem Umzug nach Berlin im Jahr 2016 spielte er für Alba Berlin in der Nachwuchs-Basketball-Bundesliga sowie in der zweiten Herrenmannschaft in der Regionalliga. Im Sommer 2018 nahm er mit der U18-Nationalmannschaft Bosnien und Herzegowinas an der Europameisterschaft dieser Altersklasse teil. 2019 kam er zum SSV Lokomotive Bernau in die 2. Bundesliga ProB. Nachdem er in der Saison 2020/21 11,8 Punkte je Begegnung erzielt hatte und Leistungsträger der Bernauer Mannschaft gewesen war, holte ihn Trainer Félix Bañobre im Sommer 2021 zu den VfL AstroStars Bochum, die zuvor in die 2. Bundesliga ProA aufgestiegen waren. In seinem Bochumer Jahr erzielte Kamerić in 27 Zweitligaspielen im Schnitt 6,2 Punkte.
Zur Saison 2022/23 ging er nach Bernau und in die 2. Bundesliga ProB zurück. Im Frühjahr 2023 wurde er als Aushilfe ins Aufgebot des Bundesligisten Alba Berlin aufgenommen, mit dem Bernau zusammenarbeitet. Kamerić kam Anfang Februar 2023 bei den Berlinern zu seinem Bundesliga-Einstand.
Im August 2023 vermeldete Bundesligist Bamberg Baskets seine Verpflichtung. Im August 2024 gab ProB-Ligist SSV Lokomotive Bernau seine Rückkehr bekannt. Im November 2024 verstärkte Kamerić leihweise die verletzungsgeplagte Mannschaft von Alba Berlin.